# 桑园乡
桑园乡是中国山东省日照市莒县下辖的一个乡。

## 行政区划
桑园乡下辖桑园村、王家庄村、小崔家庄村、大峪村、大岔河村、小岔河村、袁家岭村、上疃村、杜家庄村、范家团山村、李家团山村、张家团山村、葛团山村、下疃村、大长远村、小长远村、解家沟村、桥头河村、赵家官庄村、大井峪村、小井峪村、施家庄村、赵家坛子岗村、战家坛子岗村、王家坛子岗村、张家四山子村、徐家官庄村、大土门村、小土门村、李家庄村、范家庄村、石家沟村、白湖村、上烙石村、下烙石村、土炕子村、前黄山村、后黄山村、西苑庄村、东苑庄村、东庄村、梭庄村、板石河村、西侯家沟村、黄家庄村、柏庄村、寨村、栗园村、大石库村、小石库村、楼东村、楼西村、里庄上村、里庄下村、桑庄村、三角山村、相家庄村、大山前村、大库沟村、小库沟村、大双墩坡村、小双墩坡村、卢家河村、大山后村、前上庄村、后上庄村、东宅科村、小西宅科村、东天井汪村、西天井汪村、大窑东岭村。